# Distretto di Wiang Nong Long
Il distretto di Wiang Nong Long (in thailandese: เวียงหนองล่อง) è un distretto (amphoe) della Thailandia, situato nella provincia di Lamphun.